# Білозерка (річка)
Білозе́рка, інші назви — Велика Білозерка, Білозірка (крим. Accı Su, "гірка вода") — річка в Україні, в межах Василівського, Великобілозерського та Кам'янсько-Дніпровського районів Запорізької області. Ліва притока Дніпра (басейн Чорного моря).

## Опис
Довжина 84 км, площа басейну 1430 км². Долина порівняно вузька і глибока, місцями порізана ярами і балками. Річище слабозвивисте (у пониззі більш звивисте), місцями пересихає (переважно у верхів'ї). Споруджено чимало ставків.
Станом на червень 2019 року ледь видніється струмок, який зовсім недавно був річкою Велика Білозерка, в якій буяло життя. Однак через нестачу води залишилася лише потріскана земля. Раніше річку наповнювали з шахт, вода в яких стала непридатною для життя через поломки очисних споруд, а на воду з Каховського водосховища немає грошей.

## Розташування
Білозерка бере початок біля східної частини села Мала Білозерка. Спершу тече переважно на захід і (частково) південний захід, у середній та нижній течії — на північний захід. Впадає до Дніпра (у Білозерський лиман) на захід від міста Кам'янка-Дніпровська.
Основні притоки: Балка Виднорід, Попова (праві); Велика Вербова, Майчекрак (ліві).
Над річкою розташовані: місто Кам'янка-Дніпровська і села Мала Білозерка, Велика Білозерка та ще кілька невеликих сіл.

## Міфологія
Білозерку оспівано в багатьох легендах та переказах. Її ще називали Білозіркою, бо "вгорі над нею вночі Чумацький шлях зірками світився". "Набіжать ординці, було, в Україну, – та й давай Білозерку на засапаних конях перепливати. А перепливаючи й потопляться к бісовій матері тисячами". Бусурмани хотіли помститися їй: взяли сім сотень тюків вовни й заткнули всі сім джерел. Але Білозірка пішла під землю і там морем розлилася. Кажуть, що хто визволить річку з підземелля, тому "вона багато срібла та золота подарує". 
Археологи, досліджуючи найдавнішу й найбільшу в Запорізькій області могилу (між селами Великою та Малою Білозерками), знайшли чимало підтверджень прадавніх легенд про річку.